# Ceroplesis hintzi
Ceroplesis hintzi är en skalbaggsart som beskrevs av Stefan von Breuning 1937. Ceroplesis hintzi ingår i släktet Ceroplesis och familjen långhorningar. Inga underarter finns listade i Catalogue of Life.